# プロンター

メーカーロゴ

プロンター (Prontor GmbH) は、1902年にドイツバーデン＝ヴュルテンベルク州バート・ヴィルトバートのカルムバッハ地区で創業したレンズシャッターとリモートレリーズを製造するメーカー。旧社名はアルフレート・ゴーティエ・カルムバッハ (Alfred Gauthier Calmbach, AGC)。また、AGC時代から同社がレンズシャッターに使用しているブランド名でもある。現在はオランダの医療機器メーカー Hittech Group 傘下。

## 歴史
- 1902年 - 技術者のアルフレート・ゴーティエ (Alfred Gauthier) とグスタフ・ゴーティエ (Gustav Gauthier) の兄弟によって創業。
- 1904年 - 三枚羽根のコイロス (Koilos) シャッターを開発。A, G, Cの各文字が入った三枚羽根シャッターのメーカーロゴはこのシャッターに由来する。
- 1910年 - 法人化し、Alfred Gauthier GmbH となる。
- 1912年 - バリオ (Vario) シャッターとプロント (Pronto) シャッター発売。
- 1929年 - バリオシャッターとプロントシャッター改良。
- 1931年 - カール・ツァイスグループに参加した。
- 1935年 - プロンター (Prontor) シャッター発売。
- 1969年 - 医療機器分野に進出。
- 1976年 - カール・ツァイスグループ内でのレンズシャッター製造業務がプロンターに一元化された。

## プロンターシャッター
プロンターシリーズはフリードリヒ・デッケルのコンパーに次ぐ高級シャッターの代名詞となり、他社のシャッターを採用したカメラであっても「プロンタータイプのシャッターを採用」などといったコピーが付けられるほどで、後に社名になった。日本ではコパル（現日本電産コパル）がプロンターのコピーをしていた。